# Randall Wallace
Randall Wallace (Jackson, 28 luglio 1949) è uno sceneggiatore, regista, produttore cinematografico, cantautore e scrittore statunitense, candidato all'Oscar per la miglior sceneggiatura originale di Braveheart - Cuore impavido.

## Biografia
Nato in Tennessee nel 1949, ha trascorso la sua infanzia un po' in Tennessee e un po' in Virginia, dove si è diplomato alla E.C. Glass High School di Lynchburg. Successivamente si laurea all'Università Duke, che frequenta come studente seminarista studiando storia delle religioni.
Dopo aver tentato una carriera nel canto e nella composizione, nei primi anni ottanta si trasferisce a Hollywood, dove inizia a scrivere racconti e romanzi, ma soprattutto inizia a scrivere sceneggiature per la televisione. Dopo la breve parentesi televisiva, esordisce nel 1995 con la sua prima sceneggiatura per il cinema, per Mel Gibson scrive Braveheart - Cuore impavido, che ottiene una candidatura all'Oscar per la migliore sceneggiatura originale e vince un Writers Guild of America Award.
Tre anni più tardi debutta alla regia cinematografica con La maschera di ferro, una sua sceneggiatura basata sui personaggi creati da Alexandre Dumas e liberamente tratto dal romanzo Il visconte di Bragelonne. Il film è stato un successo internazionale, guadagnando oltre 180 milioni di dollari in tutto il mondo. Nel 2001 scrive la sceneggiatura di Pearl Harbor di Michael Bay, mentre nel 2002 torna dietro la macchina da presa per dirigere We Were Soldiers - Fino all'ultimo uomo.
Dal 1980 ad oggi ha scritto sette romanzi ed è stato l'autore di canzoni per diversi artisti, tra cui Richard Marx.

## Filmografia

### Regista
- La maschera di ferro (The Man in the Iron Mask) (1998)
- We Were Soldiers - Fino all'ultimo uomo (We Were Soldiers) (2002)
- Un anno da ricordare (Secretariat) (2010)
- Il paradiso per davvero (Heaven Is for Real) (2014)

### Sceneggiatore
- Braveheart - Cuore impavido (Braveheart) (1995)
- La maschera di ferro (The Man in the Iron Mask) (1998)
- Pearl Harbor (2001)
- We Were Soldiers - Fino all'ultimo uomo (We Were Soldiers) (2002)
- Il paradiso per davvero (Heaven Is for Real) (2014)